# 틴 (텔레마르크주)

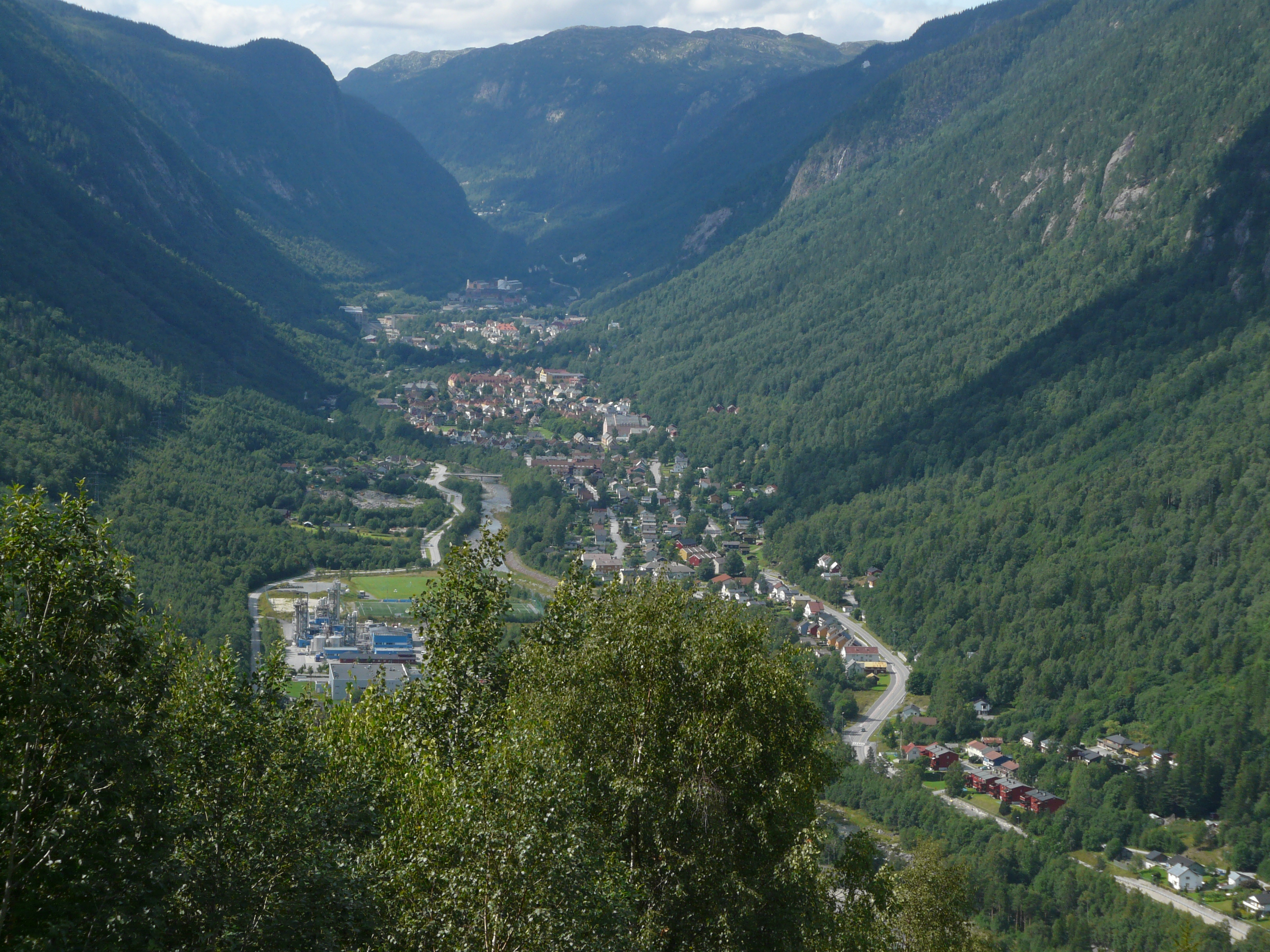
리우칸

틴(노르웨이어: Tinn)는 노르웨이 텔레마르크주의 한 도시이다.
2,045제곱킬로미터(790제곱마일)의 자치단체는 노르웨이의 356개 자치단체 중 면적 기준으로 34번째로 큰 지방자치체이다. 틴은 노르웨이에서 172번째로 인구가 많은 자치체로 인구는 5,546명이다. 이 자치체의 인구 밀도는 평방 킬로미터(7.8/sq mi)당 3명이며, 인구는 지난 10년 동안 7.1% 감소했다.